# Karlshochschule International University
Die Karlshochschule International University ist eine private, systemakkreditierte Hochschule mit Sitz in Karlsruhe. Die Hochschule ist durch das Ministerium für Wissenschaft, Forschung und Kunst Baden-Württemberg staatlich anerkannt und als gGmbH organisiert. Wesentliche Gesellschafter sind seit 2024 die ASG-Anerkannte Schulgesellschaft Sachsen und die Wildner AG, München. Der Fokus der Karlshochschule liegt mit einem inter- und transdisziplinären Ansatz auf den Wirtschafts- und Gesellschaftswissenschaften.

## Leitbild und Selbstverständnis
Die Karlshochschule versteht sich selbst als „Dienstleister gegenüber den Studierenden, der Wirtschaft und der Gesellschaft“. Sie sieht ihre Aufgabe in der Entwicklung der Wissenschaften durch Forschung, Lehre, Studium und Weiterbildung am Knotenpunkt zwischen Wirtschaft, Politik, Kultur und Zivilgesellschaft.
Neben anwendungsbezogener Forschung und Entwicklung steht dabei insbesondere die Zielsetzung im Vordergrund, die Studierenden durch eine praxisbezogene Lehre und Weiterbildung zur selbständigen Anwendung wissenschaftlicher Erkenntnisse und Methoden in der Berufspraxis zu befähigen. Ein weiterer Leitgedanke der Karlshochschule ist es, Studierende in ihrer Persönlichkeitsentwicklung und im Erwerb von Schlüsselkompetenzen zu unterstützen. Die Hochschule versucht dabei vor allem „interessierte, engagierte und international ausgerichtete Bewerber, die sich auf die Übernahme von Verantwortung und Führung in internationalen Unternehmen, der Politik oder Zivilgesellschaft vorbereiten möchten“, für sich zu gewinnen.
Dazu gehört neben kognitiv-theoretischem Wissen („rules“) und Verfügungswissen („tools“), das es den Studierenden ermöglicht, auch „hinter die Kulissen des scheinbar Selbstverständlichen zu blicken“, auch Orientierungswissen als ein Wissen um „ethisch gerechtfertigtes“ Handeln. Zu diesem Zweck ist das Thema Ethik integraler Bestandteil aller Studiengänge.
Die Karlshochschule versteht sich als „eine internationale Einrichtung mit interkultureller Ausprägung“. Spätestens ab dem 3. Semester wird Englisch als Unterrichtssprache benutzt. Darüber hinaus ist das Erlernen einer zweiten Fremdsprache in den Bachelorstudiengängen obligatorisch und das Erlernen einer dritten Fremdsprache wahlweise möglich. Ein Auslandssemester an einer Partneruniversität ist ein integrales Element der Bachelorstudiengänge. Darüber hinaus sind interkulturelle Übungen und Elemente ab dem 1. Semester im Studium verankert.
Die Hochschule unterhält Kooperationen mit rund 100 Partnerhochschulen weltweit.
In ihrem „Diversity Statement“ hält die Karlshochschule fest als Bildungseinrichtung „feministisch ausgerichtet“ zu sein. Als Teil ihrer Gemeinwohlorientierung sieht die Hochschule es als Bildungsaufgabe an „das Verständnis der Bevölkerung in Bezug auf die verschiedenen Dimensionen von Gender, Vielfalt und Inklusion aller Menschen zu vertiefen, unabhängig von Geschlecht, sexueller Orientierung, Religion, Herkunft oder Nationalität, oder physischer und psychischer Charakteristika“. Hierzu entwickelt die Karlshochschule Bildungsstrategien und Dialogangebote, welche die Gleichstellung der Geschlechter sowie soziale Gerechtigkeit in der Hochschule und darüber hinaus fördern sollen.
An der Karlshochschule wird Feminismus anhand von „konstruktivistischen, kritischen und nicht-essentialistischen Methoden gelehrt“, die sich auf die aktuellen Gender Studies stützen. Darüber hinaus werden auch intersektionale, postkoloniale, queer-theoretische Ansätze behandelt. Studierenden wird neben Modulen mit feministischem Inhalt angeboten, Forschungsprojekte zu Gender, Diversität und Inklusion durchzuführen.
Die Karlshochschule versteht sich gemeinsam mit Partnern aus der Zivilgesellschaft als Wegbereiter zivilgesellschaftlichen Engagements junger Menschen. Hierzu kooperiert die Hochschule mit zivilgesellschaftlichen Gruppen, die sich zu Themen wie „Diversität, internationale Zusammenarbeit, verantwortungsvolles Wirtschaften, Nachhaltigkeit, Geschlechtergerechtigkeit und soziale Gerechtigkeit“ engagieren.
Die Befähigung junger Menschen zur Übernahme von Verantwortung ist ein Leitgedanke der Karlshochschule. Die Hochschule unterstützt bürgerschaftliches Engagement durch die Bereitstellung von Stipendien, akademischem Know-how (z. B. in Workshops), von personellen oder räumlichen Ressourcen oder durch die Organisation von gemeinsamen Veranstaltungen.

## Geschichte
1903 wurde die Hochschule als Merkur Akademie gegründet und 1978 in die Merkur Akademie M.A.I. gGmbH umgewandelt. 1992 wurde ein Bachelorprogramm in Zusammenarbeit mit ausländischen Hochschulen aufgenommen. 2004 folgte die Gründung der MAI Privathochschulen gGmbH Karlsruhe. Diese wurde 2005 durch den Wissenschaftsrat akkreditiert und staatlich anerkannt. Der Studienbetrieb in seiner heutigen Form wurde zum Wintersemester 2005/2006 aufgenommen.
Aufgrund von Missständen in der Verwaltung, dem zunehmenden Bekanntwerden von unzureichenden Studieninhalten und Versäumnissen bei der Akkreditierung im Rahmen des Bologna-Prozesses wurde die Akkreditierung im Mai 2008 ausgesetzt, nachdem die Prüfung die Zustände aufgedeckt hatte. Insgesamt wurden der Hochschule 27 Auflagen für eine erneute Zulassung erteilt. Im Zuge der anschließenden Restrukturierung wurde neben der Reorganisation der Verwaltung und der Neukonzeptionierung der Studiengänge das Vermögen der Hochschule Anfang 2009 in eine gemeinnützige Stiftung übertragen, am 27. Mai 2009 wurde sie von „Merkur Internationale Fachhochschule“ in „Karlshochschule International University“ umbenannt.  Die Reakkreditierung erfolgte im Jahr 2010, nachdem die zuvor gemachten Auflagen erfüllt waren und eine erneute Prüfung erfolgreich verlief.
Die Reakkreditierung aller Bachelor-Studienprogramme erfolgte im Jahr 2014. Dabei wurden alle acht zu dem Zeitpunkt vorliegenden Bachelor-Studiengänge mit einem FIBAA-Premiumsiegel ausgezeichnet. 2015 wurde die Karlshochschule durch die FIBAA systemakkreditiert. Mit der Systemakkreditierung sind alle gegenwärtig angebotenen und während der Laufzeit der Akkreditierung (zunächst 6 Jahre) neu eingeführten Studiengänge akkreditiert.
Am 1. April 2017 wurde die Staatsministerin a. D. Eveline Lemke Präsidentin der Hochschule. Die Berufung geriet Anfang 2017 in die Kritik, da Lemke selbst über keinen Hochschulabschluss verfügte, nachdem sie das Fach Wirtschaftswissenschaften an der Universität Hannover lediglich bis zum Vordiplom studiert hatte. Im Juli 2017 verließ sie wieder die Hochschule. Am 1. November 2017 wurde Johann Schneider übergangsweise Präsident der Karlshochschule. Seit Herbst 2018 hat Michael Zerr dieses Amt inne. Er war bereits von 2009 bis 2016 Präsident der Hochschule. Seit dem 1. Oktober 2022 ist Robert Lepenies neuer Präsident der Hochschule.

## Standort
Der Standort der Karlshochschule befindet sich im Zentrum Karlsruhes in der Karlstraße.

## Studium

### Studienprogramme

#### Studienvorbereitung
- Karls Semester
  - Das Karls Semester bietet engagierten Menschen einen praxisorientierten Einstieg ins Bachelor-Studium.[29]
- International Foundation Year
  - Das “International Foundation Year” ist ein einjähriges Vorbereitungsprogramm, das internationalen Studierenden bei erfolgreicher Prüfung ermöglicht, ein grundständiges Studium an der Karlshochschule aufzunehmen.[30]

#### Bachelor-Studiengänge
- International Business (B.A.)
- International Relations (B.A.)
- Politics, Philosophy and Economics – PPE (B.A.)
- Politics (B.A.)
- Business Psychology (B.A.)(in accreditation)
- Communication Management (B.A.)
- Digital Management (B.A.)

#### Master-Studiengänge
- Master of Arts in Management
- Master of Arts in Social TransFormation – Politics, Philosophy & Economics

Ein Großteil der Studienfächer findet in englischer Sprache statt.

## Studiengebühren und Stipendien
Das Studium an der Karlshochschule ist kostenpflichtig (790 € pro Monat – Stand Januar 2023). Es gibt verschiedene Stipendienmöglichkeiten mit und von Kooperationspartnern.

## Vernetzung mit der Wirtschaft
Die Karlshochschule verfolgt das strategische Ziel einer möglichst weitgehenden Integration von Theorie und Praxis durch Kooperationen mit der Wirtschaft. Diese ist auch in den Rollen der Industrie- und Handelskammer Karlsruhe und der Merkur Hochschulstiftung als Mitgesellschafter der Karlshochschule gGmbH angelegt. 
Die Verknüpfung zwischen der Hochschule und regionalen sowie international agierenden Unternehmen wird in studentischen Unternehmensprojekten verwirklicht. In diesen stellen Unternehmen konkurrierenden studentischen Teams einen realen Projektauftrag, den die Studierenden auf Basis ihres an der Karlshochschule erworbenen Wissens und mit Hilfe von Coaches erfüllen. Beispiele für Unternehmensprojekte sind die Entwicklung einer Marketingstrategie, eine Unternehmensanalyse oder die Konzeption einer neuen Nachhaltigkeitsstrategie.

## Kooperationen
Die Karlshochschule kooperiert unter anderem mit den folgenden Organisationen:
- AFS Interkulturelle Begegnungen e. V.
- Verband Christlicher Pfadfinderinnen und Pfadfinder (VCP) e. V.
- Jugendpresse Deutschland e. V.
- Landesschülerbeirat Baden-Württemberg
- Fridays for Future Karlsruhe
- United World Colleges (UWC)[34]

Weiterhin ist sie Teil des Aktionsbündnisses Klimaschutz Karlsruhe. Gemeinsam mit lokalen Organisationen, Interessensgruppen und Individuen, setzt sich die Karlshochschule dafür ein, die Klimakrise einzudämmen und die Forderungen der „Fridays for Future“ umzusetzen.
Als Teil des Aktionsbündnis unterstützt die Karlshochschule die globalen Klimastreiks unter dem Motto #AlleFürsKlima und ermutigt ihre Studierenden und Mitarbeitenden, an den Demonstrationen teilzunehmen. Als Knotenpunkt zwischen Wirtschaft, Wissenschaft, Politik und Zivilgesellschaft lädt die Hochschule regelmäßig zu Veranstaltungsformaten ein, um so zu einem Ort des Dialogs zu werden.

## Merkur Hochschulstiftung
Die Betreibergesellschaft der Hochschule gehörte bis Ende 2023 zum weitaus überwiegenden Teil der privaten Merkur Hochschulstiftung. Diese wurde 2008 von Michael Zerr und seiner Frau Ingrid Zerr sowie Elisabeth und Ernst Hunkel gegründet.

## Ranking
Im CHE-Ranking in den Jahren 2011 und 2014 lag die Karlshochschule im Bereich BWL in der Gruppe der Fachhochschulen mit vier von fünf Kriterien in der Spitzengruppe. Laut der Bewertungsplattform „StudyCheck“ belegte die Karlshochschule nach einer Top-10-Platzierung im Jahr 2020 im Folgejahr 2021 nur noch Rang 83 der beliebtesten Hochschulen Deutschlands.
2022 wurde die Karlshochschule als zweitbeliebteste Hochschule im Category Award für Hochschulen unter 5.000 Studierenden ausgezeichnet.

## Persönlichkeiten
- Stephan A. Jansen (* 1971), Ökonom, seit 2016 Professor
- Wendelin Küpers (* 1965), Ökonom, seit 2013 Professor